# Dập ghim

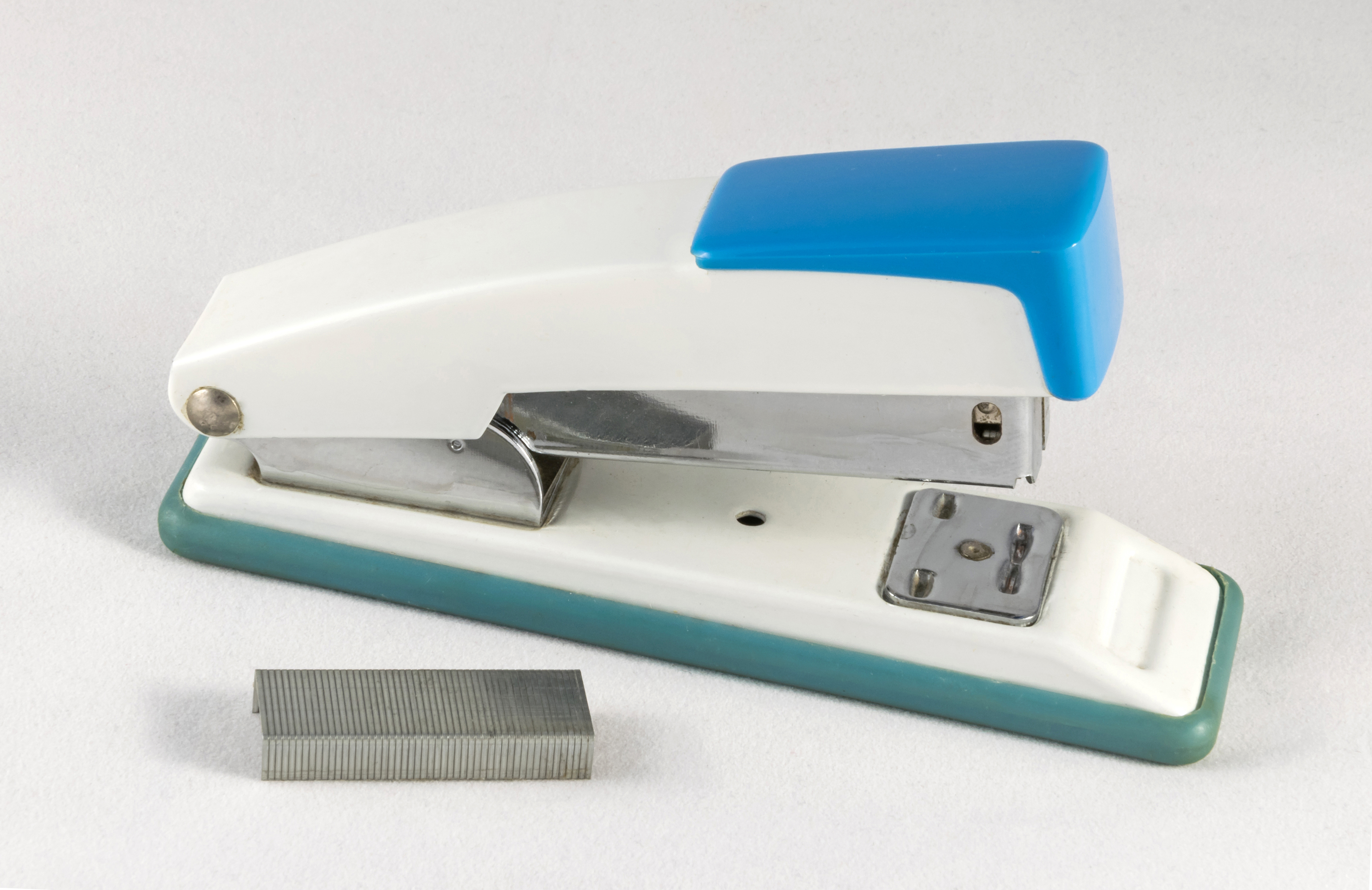
Một cái dập ghim và bộ ghim hình chữ U.

Dập ghim, hay bấm kim, là một dụng cụ tác dụng lực lên những chiếc ghim để gắn các tờ giấy, hoặc những vật liệu có bề mặt mỏng như giấy lại với nhau. Dập ghim sử dụng ghim hình chữ U, sau khi bị lực tác động lên thì những hai đầu chiếc ghim sẽ uốn cong lại, giữ cho giấy không bị bung ra. Dập ghim là một trong số những thiết bị văn phòng phẩm được sử dụng rất phổ biến trong các công sở, văn phòng và trường học.
Ngoài việc đóng ghim các tờ giấy lại với nhau, dập ghim còn được sử dụng trong phẫu thuật để khâu các vết mổ hay vết thương hở với loại ghim chuyên biệt dành cho phẫu thuật, thay vì dùng chỉ khâu.
Có hai loại máy dập ghim giấy: dập ghim cầm tay và dập ghim điện.

## Lịch sử ra đời

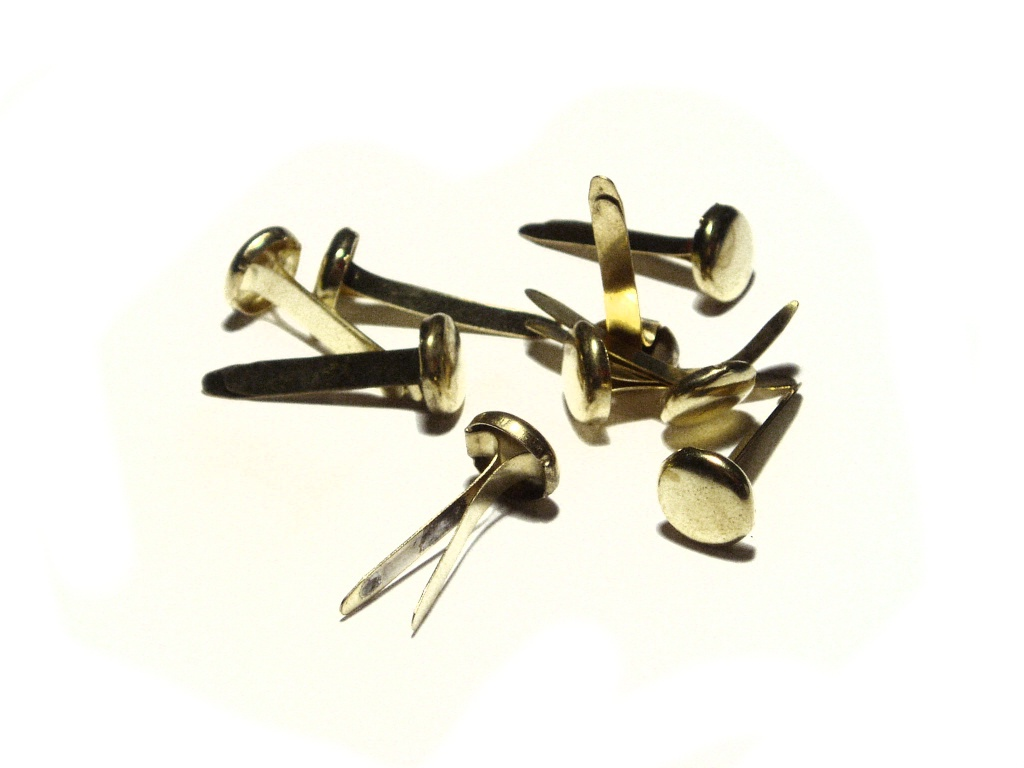
Những chiếc đinh ghim thời kỳ đầu.

Năm 1866, George McGill đã phát minh ra những chiếc đinh ghim để đóng giấy thành tập, và ông đã nhận bằng sáng chế 56587 của Hoa Kỳ. Năm 1867, McGill tiếp tục nhận thêm bằng sáng chế 67665 cho việc hướng dẫn cách ghim những chiếc đinh này vào giấy. McGill đã giới thiệu phát minh của mình tại Triển lãm Centennial (triễn lãm kỷ niệm 100 năm) ở Philadelphia, Pennsylvania, và ông tiếp tục cho ra đời thêm nhiều loại đinh ghim giấy khác nhau trong suốt những năm 1880.
Năm 1877, Henry R. Heyl đã nhận bằng sáng chế 195603 cho việc phát minh ra chiếc máy đóng ghim đầu tiên. Đây là tiền thân của những cái dập ghim sau này, và Heyl được xem là người phát minh ra máy dập ghim hiện đại. Trong 2 năm năm 1876 và 1877, ông cũng đã nộp bằng sáng chế RE7608 cho công ty sản xuất thùng giấy Novelty ở Philadelphia.

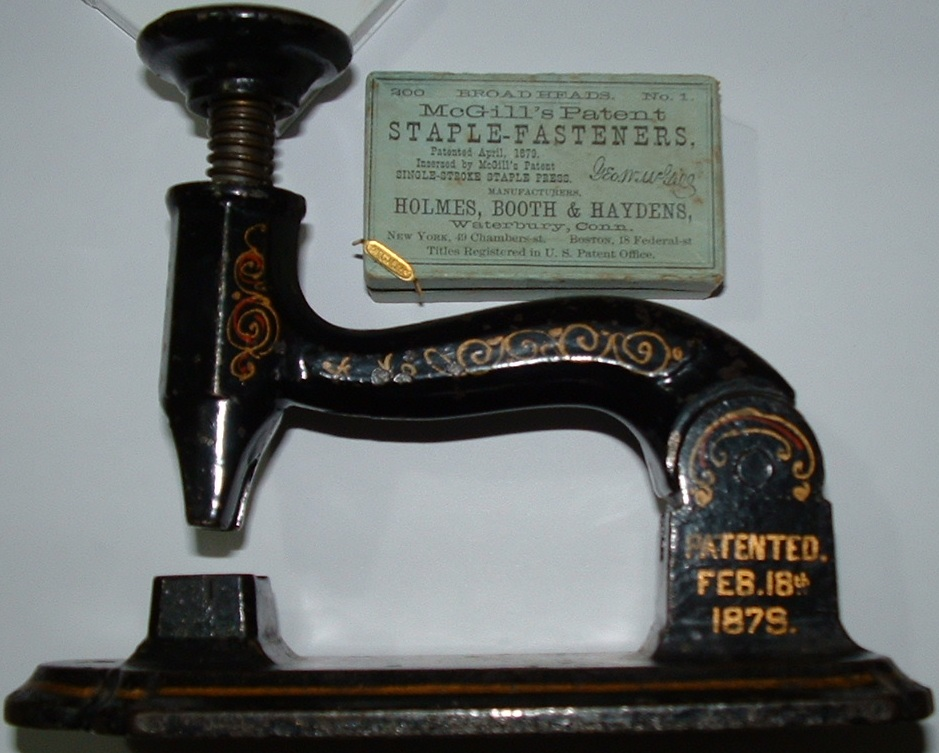
Máy dập ghim McGill. Được cấp bằng sáng chế vào ngày 18 tháng 2 năm 1879.

Vào ngày 18 tháng 2 năm 1879, George McGill đã được nhận bằng sáng chế 212316 cho chiếc máy McGill Single-Stroke Staple Press, máy đóng ghim đầu tiên thành công về mặt thương mại. Máy đóng ghim McGill nặng hơn 2,5 pound (tương đương hơn 1,1 kg) và có thể lắp một dây kim loại rộng khoảng 1,3 cm.
Từ tiếng Anh "stapler" cho thiết bị dập ghim này lần đầu tiên được nhắc đến trong một quảng cáo trên Tạp chí Munsey của Mỹ năm 1901.